# Христо Сакелариев
Поп Христо Сакелариев (на гръцки: Παπά-Χρήστος Σακελλάριος) е български зограф от Македония от втората половина на XIX век.

## Биография
Роден е в южномакедонското ениджевардарско село Петрово, тогава в Османската империя, днес Агиос Петрос, Гърция. Става зограф и работи в родния си край. Негови творби има запазени в „Свети Николай“ в Горгопик (Горгопи), в Гумендже, в „Свети Архангели“ в Геракарци (Гераконас), в „Свети Атанасий“ в Тумба, в „Света Параскева“ в Баровица (Кастанери) и в „Успение Богородично“ в Купа, където изработва иконостасните икони.